# Décentralisation au Cameroun
La décentralisation au Cameroun consiste en la cession progressive par l'État aux collectivités territoriales décentralisées de compétences non exclusives accompagnées de ressources humaines, techniques, matérielles et financières adéquates. Ce transfert de pouvoirs est régi par des textes réglementaires votés par l'Assemblée nationale et promulgués par le Président de la République. Et les compétences transférées sont exercées le plus près possible des populations cibles avec succès. Elles permettent aux collectivités territoriales décentralisées (CTD) de promouvoir la démocratie participative, la gouvernance et le développement locaux sur les plans social, éducatif, sanitaire, sportif, culturel, économique, artisanal et touristique.
Au Cameroun la décentralisation ne date pas d'aujourd'hui. Elle commence entre les deux guerres mondiales d'abord au Cameroun britannique avec le système de l'indirect rule pratiqué par le Royaume-Uni et impliquant les Chefs traditionnels dans l'administration et la gestion des affaires de la cité, enfin au Cameroun français dès 1941 avec la création des Communes mixtes urbaines (CMU) de Yaoundé et Douala. Elle est constitutionnalisée par la constitution camerounaise du 2 juin 1972 qui confère aux communes un cadre juridique en faisant d'elles des personnes morales de droit public jouissant d'une autonomie financière, juridique et administrative,. La loi no 96/06 du 18 janvier 1996 portant révision de la constitution du 2 juin 1972 vient créer une deuxième catégorie de collectivité territoriale décentralisée : la région.
Les collectivités territoriales décentralisées du Cameroun ont deux statuts juridiques : celles qui bénéficient d'une constitutionnalité directe car créées par la constitution (commune et région) et celles dont la constitutionnalité est indirecte car créées par la loi. En effet, l'article 55, alinéa 1 de la constitution permet au législateur de créer "tout autre type de collectivité décentralisée". La suppression des premières nécessite une révision de la constitution alors qu'un simple texte du législateur suffit pour mettre fin à l'existence des collectivités de type 2 sus-citées.
La République du Cameroun est un État unitaire décentralisé.

## Les textes réglementaires
La décentralisation est institutionnalisée au Cameroun par la constitution du 18 janvier 1996. Plusieurs textes seront ensuite votés pour en donner plus de précisions. Voici quelques-uns de ces textes:
- la loi no 92/002 du 14 août 1992 fixant les conditions d'élection des conseillers municipaux[8] ;
- la loi no 2004/017 du 22 juillet 2004 portant orientation de la décentralisation[9] ;
- la loi no 2004/018 du 22 juillet 2004 fixant les règles applicables aux communes[9] ;
- la loi no 2004/019 du 22 juillet 2004 fixant les règles applicables aux régions[10] ;
- la loi no 2006/010 du 29 décembre 2006 modifiant les complétant certaines dispositions de la loi no 92/002 du 14 août 1992 ;
- la loi no 2006/005 du 14 juillet 2006 fixant les modalités d'élection des sénateurs[11] ;
- la loi no 2006/004 du 14 juillet 2006 fixant le mode d'élection des conseillers régionaux[12] ;
- la loi no 2006/011 du 29 décembre 2006 portant création, organisation et fonctionnement d'"Élections au Cameroun" (ELECAM)[13] ;
- le décret no 2008/0752/PM du 24 avril 2008 précisant certaines modalités d'organisation et de fonctionnement des organes délibérants et des exécutifs communaux ;
- le décret no 2008/372 du 11 novembre 2008 fixant les modalités d'application de certaines dispositions de la loi no 2006/011 du 29 décembre 2006[14] ;
- le décret no 2008/376 du 12 novembre 2008 portant organisation administrative de la République du Cameroun[15] ;
- la loi no 2009/011 du 10 juillet 2009 portant régime financier des collectivités territoriales décentralisées ;
- le décret no 2009/248 du 5 août 2009 portant sur les modalités d'évaluation et de répartition de la dotation générale de la décentralisation ;
- la loi no 2009/019 du 15 décembre 2009 portant fiscalité locale.

## Les Collectivités territoriales décentralisées
Les collectivités territoriales décentralisées sont: la commune et la région.

### La commune
La commune est la collectivité territoriale décentralisée de base. Toutes les communes du Cameroun sont membres de l'association "communes et villes unies du Cameroun" (CVUC), une plateforme de développement locale créée en 2003. Les différents types de communes sont:
- la commune rurale[18] ;
- la commune urbaine ;
- la commune d'arrondissement[19] ;
- la communauté urbaine[20] ;

La communauté urbaine n'a pas une assise constitutionnelle directe. Elle est créée par la loi no 87/15 du 15 juillet 1987.

#### Organisation
La commune est gérée par deux organes: le Conseil municipal et l'Exécutif communal.

##### Le conseil municipal
Le Conseil municipal est l'organe délibérant de la commune. Il siège à l'hôtel de ville et est constitué de l'ensemble des Conseillers municipaux. Le nombre de ceux-ci indique la taille de la commune:
- 25 conseillers municipaux pour une commune de moins de 50 000 habitants ;
- 31 conseillers municipaux pour une commune dont le nombre d'habitants est compris entre 50 001 et 100 000 ;
- 35 conseillers municipaux pour la commune dont le nombre d'habitants est compris entre 100 001 et 200 000 ;
- 41 conseillers municipaux pour la commune ayant un nombre d'habitants compris entre 200 001 et 300 000 ;
- 61 conseillers municipaux pour les communes de plus de 300 000 habitants.

##### L'exécutif communal
L'Exécutif communal est l'ensemble formé du maire et de ses adjoints. C'est l'instance administrative de la commune. Le maire et ses adjoints sont élus par leurs pairs du conseil municipal; ils sont d'abord des conseillers municipaux. Le maire a:
- 2 adjoints dans les communes ayant 25 ou 31 conseillers municipaux ;
- 4 adjoints dans les communes ayant 35 ou 41 conseillers municipaux ;
- 6 adjoints dans les communes dont le conseil municipal comprend 61 conseillers.

#### Élections
Les conseillers municipaux sont élus lors d'élections municipales au suffrage universel direct et secret par les populations du territoire circonscrit par leur commune pour un mandat de cinq ans renouvelable. Ils élisent en leur sein les membres de l'exécutif communal.

### La région
La loi no 2004/019 du 22 juillet 2004 fixant les règles applicables aux régions définit la région: "Une collectivité territoriale décentralisée constituée de plusieurs départements".

#### Organisation de la région
Les organes dirigeants de la région sont: le conseil régional et le président du conseil régional.

##### Le conseil régional
Le conseil régional est l'organe délibérant de la région. Il est constitué de délégués départementaux et de chefs traditionnels du territoire circonscrit ladite collectivité territoriale décentralisée.

##### Le président du conseil régional
Le président du conseil régional est la personnalité publique autochtone et résidente de cette région exerçant le pouvoir exécutif sur celle-ci. Il est à la tête d'un bureau régional qui a pour mission de l'assister dans l'exercice de ses fonctions. Il est membre du conseil régional. Ce bureau comprend: deux vice-présidents, deux questeurs, deux secrétaires.
L'exécutif régional bénéficie de l'assistance d'un service déconcentré de l'État: le secrétaire général de la région, personnalité nommée par le président de la République sur proposition du ministre de l'Administration Territoriale et de la Décentralisation (MINATD).

#### Élections régionales
Chaque maillon du conseil régional (délégués départementaux et chefs traditionnels) est composé de membres élus par leurs pairs au suffrage universel indirect et secret pour un mandat de cinq ans renouvelable. Ils sont élus lors d'élections régionales. Ils élisent en leur sein les membres de l'exécutif régional.

## Les partenaires des CTD[6]
Le Centre de formation pour l'administration municipale (CEFAM) met à la disposition des communes un personnel qualifié ou recyclé.
Les services déconcentrés de l'État jouent le rôle d'accompagnateurs des collectivités territoriales décentralisées dans la réalisation de leurs objectifs de développement et de réduction de la pauvreté.
Les organisations de la société civile (OSC) comme les organisations non gouvernementales (ONG) et les autres associations sont des observateurs neutres pouvant influer dans la prise en compte des voix des minorités et des délaissés.

## Suivi des activités des CTD[3]
Deux organismes bénéficiant d'une base constitutionnelle solide car créés par la constitution sont chargés du suivi et de l'évaluation des activités des collectivités territoriales décentralisées et de l'usage qui est fait des ressources transférées. Ce sont: le Conseil national de la décentralisation (chapeauté par le Premier ministre) et le Comité Interministériel des Services Locaux (à la tête duquel se trouve le ministre de l'Administration territoriale et de la Décentralisation: MINATD.)
La constitution ne fait pas état du suivi par les organisations de la société civile.

## Les compétences transférées aux CTD
Les compétences transférées par l'État camerounais aux collectivités territoriales décentralisées se regroupent en trois grandes catégories ou secteurs: le secteur économique, le secteur socio-sanitaire et le secteur couvrant l’éducation, la jeunesse, le sport et la culture.

### Aux communes[9],[22]
| Compétences économiques | Compétences sociales et sanitaires | Compétences éducatives, sportives, culturelles et jeunes                                                                      |
| --- | --- | --- |
| Promouvoir les activités agropastorales, piscicoles et artisanales                                                                        | Apporter un appui à l'entretien et à la gestion des centres de promotion et de réinsertion sociale                                                                           | Créer, équiper, gérer et entretenir des écoles maternelles, primaires et pré-scolaires. Recruter du personnel pour ces écoles |
| Créer, aménager et entretenir des sites touristiques                                                                                      | Dresser les actes d'état civil (acte de naissance, copie et extrait de l'acte de naissance, acte de mariage, acte de décès)                                                  | Fournir du matériel et des fournitures scolaires aux établissements scolaires                                                 |
| construire, équiper, gérer et entretenir des marchés, des gares routières et des abattoirs                                                | Créer, équiper, gérer et entretenir les centres de santé | Apporter un appui à la gestion et à l'administration des lycées et collèges publics                                           |
| Planifier et exécuter les investissements communaux                                                                                       | Appuyer les formations sanitaires et sociales qui existent | En partenariat avec la Région, lutter contre l'analphabétisme                                                                 |
| Suivre et contrôler la gestion des déchets industriels, ainsi que les ordures ménagères                                                   | Faire des contrôles de qualité dans les structures de production, de conditionnement, de stockage et de distribution des denrées entrant dans l'alimentation des populations | Appuyer la création et l'entretien des infrastructures éducatives                                                             |
| Initier des opérations de reboisement Créer des bois communaux                                                                            | Créer, gérer et entretenir les cimetières publics | Planifier et gérer des journées de formation et de recyclage                                                                  |
| Lutter contre les nuisances et les pollutions, notamment la pollution des eaux superficielles et souterraines                             | Organiser et gérer les secours aux nécessiteux | Planifier l'insertion et la réinsertion professionnelles des jeunes                                                           |
| Veiller à l'hygiène et à la salubrité des lieux publics                                                                                   | | Appuyer la création, l'entretien et la gestion des centres de formation                                                       |
| Planifier et suivre les activités de protection de l'environnement                                                                        | | Promouvoir et animer les activités sportives et jeunes                                                                        |
| Améliorer l'accès à l'eau potable | | Donner un appui aux associations sportives par leur recensement et leur équipement en matériel adéquat                        |
| Créer, entretenir les espaces verts, les jardins publics et les parcs                                                                     | | Créer et gérer les stades municipaux, les piscines, les parcours sportifs, les aires de jeux et les arènes.                   |
| Organiser et gérer des expositions à caractère commercial                                                                                 | | Organiser ou apporter un appui à l'organisation de compétitions sportives                                                     |
| Promouvoir et appuyer les micro-projets générateurs de revenus et créateurs d'emplois                                                     | | Organiser des journées et des manifestations culturelles, traditionnelles, littéraires et artistiques avec concours           |
| Créer des zones industrielles | | Créer et gérer des orchestres, des ballets, des chorales lyriques et des troupes théâtrales en langues nationales             |
| Organiser et gérer les transports publics                                                                                                 | | Créer et gérer des bibliothèques municipales et des centres socio-culturels                                                   |
| Gérer, en partenariat avec l'État et la Région, les contrats et les plans de la commune en vue de réaliser les objectifs de développement | | Appuyer les associations culturelles                                                                                          |
| Planifier et contrôler l'occupation des terres en délivrant les permis de bâtir, de lotir, de démolir et d'implanter                      | | En partenariat avec la Région, promouvoir les langues nationales                                                              |
| Créer, entretenir les voiries municipales et développer les activités connexes y afférentes                                               | | |
| Aménager et viabiliser les espaces habitables                                                                                             | | |
| Dénommer et adresser les rues, les édifices et les places publics                                                                         | | |
| Créer et entretenir les routes rurales | | |
| Assurer l'éclairage des voies publiques et des zones nécessiteuses                                                                        | | |

### Aux régions[10]
| Sur le plan économique                                                                                      | Sur les plans social et sanitaire                                                   | Éducation, sports et culture                                                                                               |
| --- | ----------------------------------------------------------------------------------- | --- |
| Avec le partenariat de l'État, passer les contrats/plans pour la réalisation des objectifs de développement | Promouvoir l’hygiène, la salubrité ainsi que les mesures de prévention des maladies | Créer, équiper, gérer et entretenir les lycées et collèges publics Recruter du personnel pour ces établissements scolaires |
| Promouvoir les petites et moyennes entreprises (PME)                                                        | Organiser et gérer l'approvisionnement en médicaments et autres produits de santé   | Participer à l'élaboration de la carte scolaire de la Région                                                               |
| Organiser des foires et des salons                                                                          | Participer à l'élaboration de la carte sanitaire de la Région                       | Répartir et allouer les aides et les bourses scolaires                                                                     |
| Promouvoir l'artisanat et les activités agropastorales                                                      | Créer, équiper, gérer et entretenir les infrastructures de santé                    | Soutenir les communes pour l'enseignement primaire ou maternel                                                             |
| Promouvoir les associations régionales des opérateurs économiques                                           | Appuyer les infrastructures de santé qui existent                                   | Faciliter l'acquisition des manuels et fournitures scolaires, du matériel didactique pour les centres de formation         |
| Promouvoir le tourisme                                                                                      | Entretenir et gérer les centres de formation et de réinsertion sociales             | Élaborer et exécuter des plans de lutte contre l'analphabétisme                                                            |
| Promouvoir les micro projets générateurs de revenus et créateurs d'emplois                                  | Organiser et gérer l'assistance aux couches nécessiteuses                           | Dresser le rapport annuel de l'exécution des plans de lutte contre l'analphabétisme                                        |
| Protéger, entretenir et gérer les sites naturels Lutter contre les nuisances et la pollution des eaux       | Répertorier les infrastructures de formation professionnelle ainsi que les métiers  | Recruter du personnel pour l'alphabétisation                                                                               |
| Créer des bois et des zones protégées                                                                       |                                                                                     | Dresser la carte régionale de l'alphabétisation                                                                            |
| Lutter contre les feux de brousse                                                                           |                                                                                     | Former les formateurs pour l'alphabétisation                                                                               |
| Gérer les parcs naturels                                                                                    |                                                                                     | Concevoir et produire du matériel didactique pour les campagnes d'alphabétisation                                          |
| Planifier les interventions d'urgence et la prévention des risques                                          |                                                                                     | Créer et équiper les infrastructures éducatifs                                                                             |
| Élaborer et exécuter des plans régionaux de développement                                                   |                                                                                     | Suivre et évaluer les plans visant la suppression de l'illettrisme                                                         |
| Organiser et gérer les transports publics interurbains                                                      |                                                                                     | Élaborer la carte scolaire liée à l'enseignement technique et professionnel                                                |
| Élaborer le plan régional d'aménagement du territoire                                                       |                                                                                     | Élaborer les plans d'insertion professionnelle des jeunes                                                                  |
| Coordonner les actions de développement                                                                     |                                                                                     | Promouvoir le partenariat écoles- entreprises                                                                              |
| Réhabiliter et entretenir les routes départementales et régionales                                          |                                                                                     | Promouvoir, organiser et gérer les activités sportives                                                                     |
| Soutenir les plans et les actions communaux d'urbanisation et de l'habitat                                  |                                                                                     | Délivrer les permis d'ouverture des centres éducatifs                                                                      |
| |                                                                                     | Participer à la découverte des vestiges préhistoriques ou historiques                                                      |
| |                                                                                     | Organiser des journées de la culture, de la tradition, de la littérature et de l'artisanat avec concours                   |
| |                                                                                     | Créer et gérer des centres socioculturels et des bibliothèques publiques pour la lecture                                   |
| |                                                                                     | Collecter et traduire en langues officielles les contes, légendes et mythes de la tradition orale                          |
| |                                                                                     | Porter assistance aux associations culturelles                                                                             |
| |                                                                                     | Promouvoir les éditions en langues nationales (livres, presse écrite et parlée)                                            |
| |                                                                                     | Mettre en place des infrastructures et des équipements pour la promotion des langues nationales                            |
| |                                                                                     | Dresser la carte linguistique régionale                                                                                    |